# إلوود براون
إلوود براون (بالإنجليزية: Elwood Brown) هو مدرب كرة سلة أمريكي، ولد في 9 أبريل 1883 في شيروكي في الولايات المتحدة، وتوفي في 24 مارس 1924.